# East European Quarterly
East European Quarterly fue una publicación especializada en la historia de Europa Oriental, tanto en sus aspectos políticos como en los económicos y sociales. Publicada por el profesor emérito Stephen Fischer-Galati, su primer número apareció en 1967 y el último, en 2008. En total, llegaron a publicarse cuarenta y dos volúmenes de la revista. En 2015 reapareció, editada por la Universidad Central Europea de Budapest.